# Georg Friedrich Vicedom
Georg Friedrich Vicedom (* 8. März 1903 in Unterrimbach bei Burghaslach; † 13. Oktober 1974 in Neuendettelsau) war ein lutherischer Theologe und Missionswissenschaftler.

## Leben
Vicedom wurde am Missionsseminar Neuendettelsau unter der Leitung von Christian Keyßer zum Missionar ausgebildet und war von 1929 bis 1939 als Missionar in Neuguinea tätig. Daraus erwuchs eine umfangreiche wissenschaftliche Studie zu den Mbowamb, einem Stamm, der im Hochland Neuguineas lebt.
Nach dem Zweiten Weltkrieg leitete er das Neuguinea-Referat in der Neuendettelsauer Mission und wurde von 1946 bis 1956 Inspektor des Missionshauses. Nach langjähriger Lehrauftragstätigkeit übernahm er 1956 den neu eingerichteten missionswissenschaftlichen Lehrstuhl an der Augustana-Hochschule in Neuendettelsau, den er bis zu seiner Emeritierung 1972 innehatte.
Georg Vicedom wurde am 7. Dezember 1964 der Bayerische Verdienstorden verliehen.

## Veröffentlichungen (Auswahl)
- Die Mbowamb. Die Kultur der Hagenberg-Stämme im östlichen Zentral-Neuguinea. 3 Bände, zusammen mit Herbert Tischner, Hamburg 1943.
- Die Rechtfertigung als gestaltende Kraft der Mission, Neuendettelsau 1952.
- Die Weltreligionen im Angriff auf das Christentum (Theologische Existenz heute. Neue Folge, 51), München 1956.
- Missio dei. Einführung in eine Theologie der Mission, München 1958.
- Die Mission der Weltreligionen, München 1959.
- Das Abendmahl in den jungen Kirchen, München 1960.
- Die Taufe unter den Heiden, München 1960.
- Das Dilemma der Volkskirche. Gedanken und Erwägungen (Theologie und Gemeinde. Heft 4). München 1961.
- Die Mission stellt sich der Kritik unserer Zeit, Bad Salzuflen 1961.
- mit Walter Tebbe, Walter Ruf, Ernst Kleßmann, u. a.: Gepredigt den Völkern, Bde. 1–6, Breklum 1960–1971.
- Junge Kirche in Neuguinea, Stuttgart 1962.
- Ein Volk findet Gott. Erweckung in Formosa, Bad Salzuflen 1962.
- Der Anteil der Gemeinde an der Sendung Christi, Bad Salzuflen 1963.
- Die missionarische Dimension der Gemeinde, Berlin/Hamburg 1963.
- Gebet für die Welt. Das Vater-Unser als Missionsgebet, München 1965.
- Jesus Christus und die Religionen der Welt. Die Botschaft des Neuen Testaments in der Auseinandersetzung mit den Fragen der Religionen nach Wahrheit, Offenbarung und Erlösung, Wuppertal 1966.
- Die Mission am Scheideweg, Berlin/Hamburg 1967.
- Mission im ökumenischen Zeitalter, Gütersloh 1967.
- als Hrsg.: Das Mandat der Theologie und die Zukunft des Glaubens. Sechs Aspekte zur Gottesfrage, München 1971.
- Actio dei. Mission und Reich Gottes, München 1975.
- Gib neue Kraft. Gebete, Neuendettelsau 1975.